# Lijst van sjahs van Iran
De lijst van sjahs van Iran is onderverdeeld in de:
- Lijst van sjahs van de Kadjaren-dynastie
- Lijst van sjahs van de Pahlavi-dynastie